# Volta a Cataluña

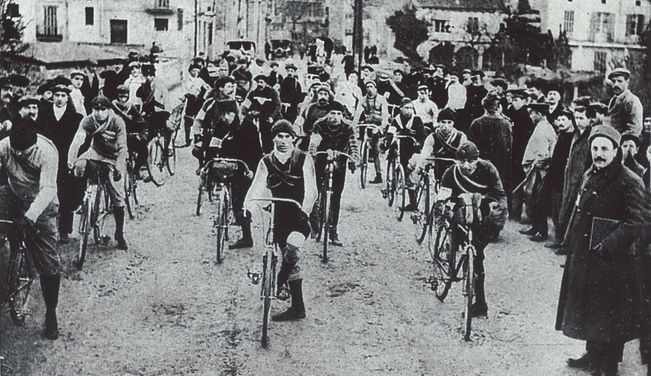
Salida de la Primera Volta a Cataluña en 1911

El tradicional maillot blanco con las tres franjas verdes de líder de la Volta, tiene el origen en la equipación de la Unió Esportiva Sants.

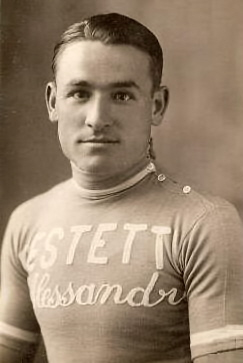
Mariano Cañardo (1906-1987), siete veces vencedor de la prueba

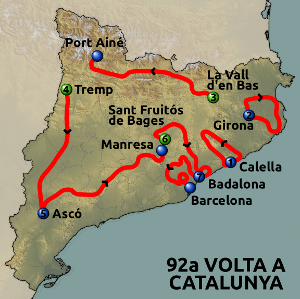
Volta a Cataluña 2012

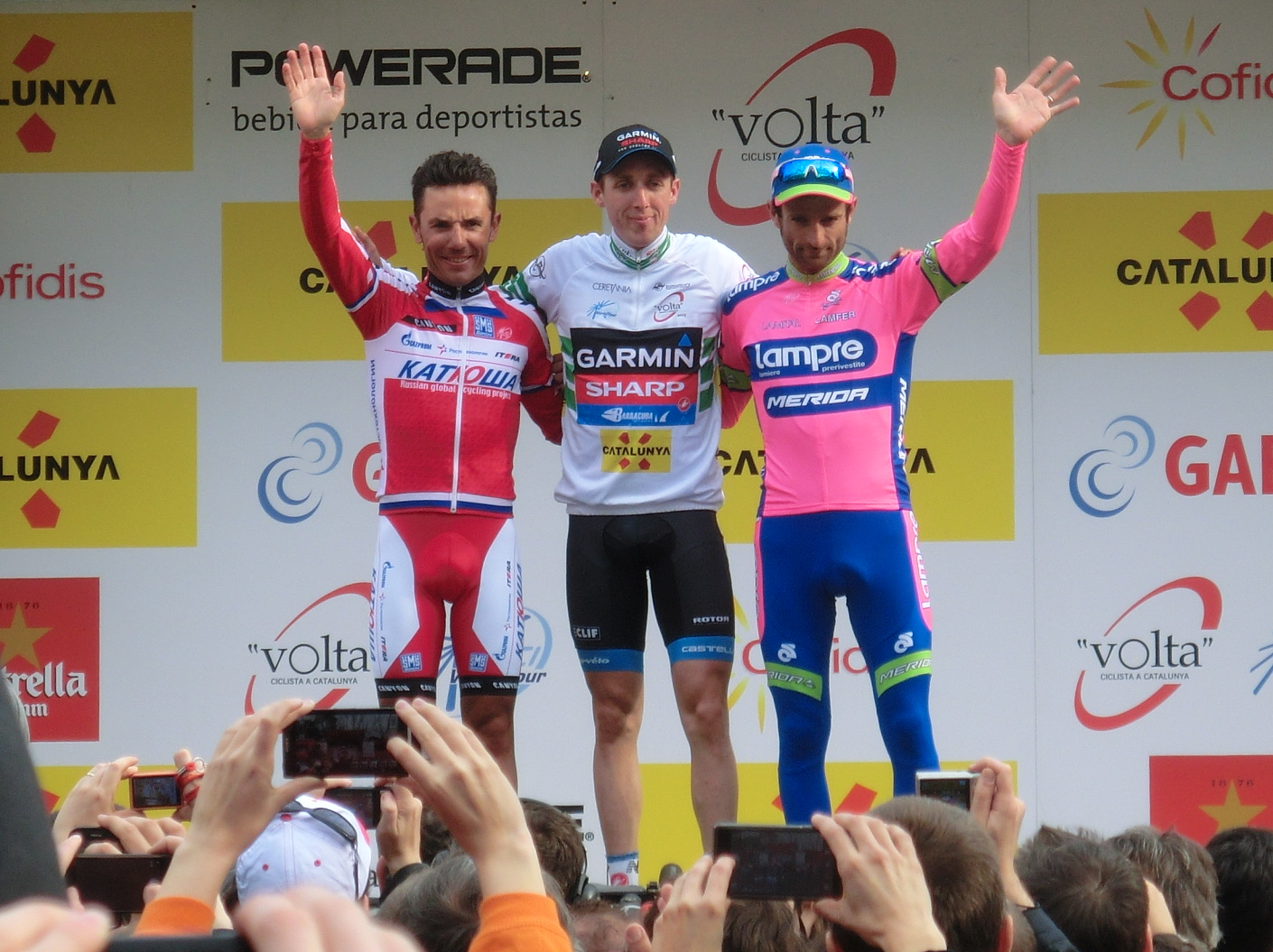
Podio de la edición de 2013

La Volta a Cataluña (en catalán y oficialmente: Volta a Catalunya; en español: Vuelta a Cataluña) es una carrera ciclista profesional por etapas que se disputa en la comunidad autónoma de Cataluña, España. 
Celebró su primera edición en 1911, siendo la competición ciclista por etapas más antigua de España y la cuarta del mundo, por detrás del Tour de Francia (1903), la Vuelta a Bélgica (1908) y el Giro de Italia (1909), si bien anteriormente ya se disputó una Volta a Tarragona en 1908, aunque de forma aislada.
En 2005 se integró en el programa del recién creado UCI ProTour (desde 2011 UCI WorldTour), lo que, en la práctica, la sitúa entre las 25 competiciones ciclistas más importantes del mundo.
La prueba fue impulsada por la Unión Velocipédica Catalana y el Club Deportivo de Barcelona, aunque a partir de la quinta edición asumió la organización la Unió Esportiva Sants. La Volta Ciclista a Catalunya Associació Esportiva es el organizador de la carrera.
El ciclista más galardonado de la Volta a Cataluña es el navarro Mariano Cañardo, con siete títulos.
En 2007 la entidad organizadora de la prueba pasó a denominarse Volta Ciclista a Catalunya Associació Esportiva, siendo su presidente Rubèn Peris i Latorre.

## Historia
A Sebastián Masdeu, vencedor de la primera edición en 1911, le han sucedido muchos referentes históricos del ciclismo internacional en el palmarés de la Volta. El primer corredor en ganar dos ediciones consecutivas (1924 y 1925) fue Muç Miquel (también conocido como Miguel Mucio), poco antes de la eclosión de Mariano Cañardo, que alargó su dominio a la dècada de los treinta.
La progresión de la Volta se vio interrumpida por la guerra civil española, que impidió que se disputaran las ediciones de 1937 y 1938. La carrera se reanudó en 1939, celebrándose anualmente de manera ininterrumpida hasta 2019. En 2020, la edición 100 de la prueba se tuvo que aplazar hasta 2021 con motivo de la crisis del COVID-19.
La lista de ganadores ilustres de la Volta se ha ido incrementando a lo largo de las décadas. Miguel Poblet, vencedor de las ediciones de 1952 y 1960, fue uno de los grandes protagonistas durante la década de los cincuenta, mientras que en los sesenta otras victorias como las de Jacques Anquetil (1967) o Eddy Merckx (1968) reflejaron el prestigio y el interés por la carrera. Miguel Induráin y Alejandro Valverde, ambos con tres victorias absolutas, también se encuentran entre los ciclistas más laureados de la historia de la Volta. Por parte catalana, Joaquim Rodríguez ha sido el corredor más destacado en los últimos años gracias a sus triunfos de 2010 y 2014.
Entre 1941 y 1994 la prueba se celebró en septiembre, pero en 1995, coincidiendo con la 75.ª edición, cambió de fechas pasando a disputarse en junio por la recomposición del calendario de la UCI. En 2010 volvió a trasladarse de fechas pasando a celebrarse en marzo.

## Palmarés
| Año                               | Ganador                        | Segundo                       | Tercero                    |           |
| --------------------------------- | ------------------------------ | ----------------------------- | -------------------------- | --------- |
| 1911                              | Sebastià Masdeu i Menasanch    | José Magdalena                | Vicente Blanco Echevarría  |           |
| 1912                              | José Magdalena                 | Juan Martí Viñolas            | Antonio Crespo             |           |
| 1913                              | Juan Martí Viñolas             | Antonio Crespo                | Guillermo Antón            |           |
| 1914-1919 ediciones no realizadas |                                |                               |                            |           |
| 1920                              | José Pelletier                 | José Nat                      | Jaime Janer                |           |
| 1921-1922 ediciones no realizadas |                                |                               |                            |           |
| 1923                              | Maurice Ville                  | José Pelletier                | José Nat                   |           |
| 1924                              | Miguel Mucio                   | Teodoro Monteys               | Victorino Otero            |           |
| 1925                              | Miguel Mucio                   | Jaime Janer                   | Teodoro Monteys            |           |
| 1926                              | Victor Fontan                  | Miguel Mucio                  | Mariano Cañardo            |           |
| 1927                              | Victor Fontan                  | Mariano Cañardo               | Georges Cuvelier           |           |
| 1928                              | Mariano Cañardo                | Miguel Mucio                  | Julio Borrás               |           |
| 1929                              | Mariano Cañardo                | Jean Aerts                    | Arturo Bresciani           |           |
| 1930                              | Mariano Cañardo                | Marcel Maurel                 | Ricardo Montero            |           |
| 1931                              | Salvador Cardona               | Mariano Cañardo               | Aleardo Simoni             |           |
| 1932                              | Mariano Cañardo                | Domenico Piemontesi           | Isidro Figueras            |           |
| 1933                              | Alfredo Bovet                  | Ambrogio Morelli              | Antoine Dignef             |           |
| 1934                              | Bernardo Rogora                | Alfons Deloor                 | Antonio Sella              |           |
| 1935                              | Mariano Cañardo                | Federico Ezquerra             | Joseph Huts                |           |
| 1936                              | Mariano Cañardo                | Frans Bonduel                 | Juan Gimeno                |           |
| 1937-1938 ediciones no realizadas |                                |                               |                            |           |
| 1939                              | Mariano Cañardo                | Diego Cháfer                  | Fermín Trueba              |           |
| 1940                              | Christophe Didier              | Mathias Clemens               | Mariano Cañardo            |           |
| 1941                              | Francisco Antonio Andrés       | Andrés Canals                 | José Campamá               |           |
| 1942                              | Federico Ezquerra              | Julián Berrendero             | Diego Cháfer               |           |
| 1943                              | Julián Berrendero              | Vicente Miró                  | Antonio Destrieux          |           |
| 1944                              | Miguel Casas                   | Dalmacio Langarica            | Vicente Miró               |           |
| 1945                              | Bernardo Ruiz                  | Juan Gimeno                   | Robert Zimmermann          |           |
| 1946                              | Julián Berrendero              | Gottfried Weilenmann          | Bernardo Capó              |           |
| 1947                              | Emilio Rodríguez Barros        | Miguel Gual                   | Georges Aeschlimann        |           |
| 1948                              | Emilio Rodríguez Barros        | Giulio Bresci                 | Ezio Cecchi                |           |
| 1949                              | Émile Rol                      | Miguel Poblet                 | Robert Desbats             |           |
| 1950                              | Antonio Gelabert Armengual     | José Serra Gil                | Francisco Masip            |           |
| 1951                              | Primo Volpi                    | Francisco Masip               | Manuel Rodríguez Barros    |           |
| 1952                              | Miguel Poblet                  | Adolfo Grosso                 | José Serra Gil             |           |
| 1953                              | Salvador Botella               | Francisco Masip               | José Serra Gil             |           |
| 1954                              | Walter Serena                  | Alberto Sant                  | Miguel Poblet              |           |
| 1955                              | José Gómez del Moral           | Gabriel Company               | Emilio Rodríguez Barros    |           |
| 1956                              | Aniceto Utset                  | Vicente Iturat                | Francisco Masip            |           |
| 1957                              | Jesús Loroño                   | Salvador Botella              | René Marigil               |           |
| 1958                              | Richard Van Genechten          | Gabriel Mas                   | Aniceto Utset              |           |
| 1959                              | Salvador Botella               | Fernando Manzaneque           | José Herrero Berrendero    |           |
| 1960                              | Miguel Poblet                  | José Pérez Francés            | Emilio Cruz Díaz           |           |
| 1961                              | Henri Duez                     | Jordi Nicolau i Morlà         | Juan Manuel Menéndez Gómez |           |
| 1962                              | Antonio Karmany                | Manuel Martín Piñera          | Ginés García Perán         |           |
| 1963                              | Joseph Novales                 | Angelino Soler                | Antonio Suárez             |           |
| 1964                              | Joseph Carrara                 | Pasquale Fabbri               | José María Errandonea      |           |
| 1965                              | Antonio Gómez del Moral        | Carlos Echeverría             | Roberto Poggiali           |           |
| 1966                              | Arie den Hartog                | Jacques Anquetil              | Paul Gutty                 |           |
| 1967                              | Jacques Anquetil               | Antonio Gómez del Moral       | Robert Hagmann             |           |
| 1968                              | Eddy Merckx                    | Felice Gimondi                | Giancarlo Ferretti         |           |
| 1969                              | Mariano Díaz                   | Franco Bitossi                | Jesús Manzaneque           |           |
| 1970                              | Franco Bitossi                 | Francisco Galdós              | Bernard Labourdette        |           |
| 1971                              | Luis Ocaña                     | Bernard Labourdette           | Txomin Perurena            |           |
| 1972                              | Felice Gimondi                 | José Antonio González-Linares | Antonio Martos             |           |
| 1973                              | Txomin Perurena                | Jesús Manzaneque              | Antonio Martos             |           |
| 1974                              | Bernard Thévenet               | Andrés Oliva                  | Txomin Perurena            |           |
| 1975                              | Fausto Bertoglio               | Michel Laurent                | José Martins               |           |
| 1976                              | Enrique Martínez Heredia       | Ronald De Witte               | Agustín Tamames            |           |
| 1977                              | Freddy Maertens                | Johan de Muynck               | Joop Zoetemelk             |           |
| 1978                              | Francesco Moser                | Francisco Galdós              | Pedro Torres Cruces        |           |
| 1979                              | Vicente Belda                  | Pedro Vilardebó               | Christian Jourdan          |           |
| 1980                              | Marino Lejarreta               | Johan van der Velde           | Vicente Belda              |           |
| 1981                              | Faustino Rupérez               | Serge Demierre                | Marino Lejarreta           |           |
| 1982                              | Alberto Fernández Blanco       | Pedro Muñoz                   | Julián Gorospe             |           |
| 1983                              | José Recio                     | Faustino Rupérez              | Julius Thalmann            |           |
| 1984                              | Sean Kelly                     | Pedro Muñoz                   | Ángel Arroyo               |           |
| 1985                              | Robert Millar                  | Sean Kelly                    | Julián Gorospe             |           |
| 1986                              | Sean Kelly                     | Álvaro Pino                   | Charly Mottet              |           |
| 1987                              | Álvaro Pino                    | Ángel Arroyo                  | Iñaki Gastón               |           |
| 1988                              | Miguel Induráin                | Laudelino Cubino              | Marino Lejarreta           |           |
| 1989                              | Marino Lejarreta               | Pedro Delgado                 | Álvaro Pino                |           |
| 1990                              | Laudelino Cubino               | Marino Lejarreta              | Pedro Delgado              |           |
| 1991                              | Miguel Induráin                | Pedro Delgado                 | Alex Zülle                 |           |
| 1992                              | Miguel Induráin                | Tony Rominger                 | Antonio Martín Velasco     |           |
| 1993                              | Álvaro Mejía                   | Maurizio Fondriest            | Antonio Martín Velasco     |           |
| 1994                              | Claudio Chiappucci             | Fernando Escartín             | Pedro Delgado              |           |
| 1995                              | Laurent Jalabert               | Melcior Mauri                 | Jesús Montoya              |           |
| 1996                              | Alex Zülle                     | Patrick Jonker                | Marco Fincato              |           |
| 1997                              | Fernando Escartín              | Ángel Casero                  | Mikel Zarrabeitia          |           |
| 1998                              | Hernán Buenahora               | Georg Totschnig               | Fernando Escartín          |           |
| 1999                              | Manolo Beltrán                 | Roberto Heras                 | José María Jiménez         |           |
| 2000                              | José María Jiménez             | Óscar Sevilla                 | Leonardo Piepoli           |           |
| 2001                              | Joseba Beloki                  | Igor González de Galdeano     | Fernando Escartín          |           |
| 2002                              | Roberto Heras                  | Aitor Garmendia               | Luis Pérez Rodríguez       |           |
| 2003                              | José Antonio Pecharromán       | Roberto Heras                 | Koldo Gil                  |           |
| 2004                              | Miguel Ángel Martín Perdiguero | Vladímir Karpets              | Roberto Laiseka            |           |
| 2005                              | Yaroslav Popovych              | Leonardo Piepoli              | David Moncoutié            |           |
| 2006                              | David Cañada                   | Santiago Botero               | Christophe Moreau          |           |
| 2007                              | Vladímir Karpets               | Michael Rogers                | Denís Menshov              |           |
| 2008                              | Gustavo César Veloso           | Rigoberto Urán                | Rémi Pauriol               |           |
| 2009                              | Alejandro Valverde             | Daniel Martin                 | Haimar Zubeldia            |           |
| 2010                              | Joaquim Rodríguez              | Xavi Tondo                    | Rein Taaramäe              |           |
| 2011                              | Michele Scarponi               | Daniel Martin                 | Chris Horner               |           |
| 2012                              | Michael Albasini               | Samuel Sánchez                | Jurgen van den Broeck      |           |
| 2013                              | Daniel Martin                  | Joaquim Rodríguez             | Michele Scarponi           |           |
| 2014                              | Joaquim Rodríguez              | Alberto Contador              | Tejay van Garderen         |           |
| 2015                              | Richie Porte                   | Alejandro Valverde            | Domenico Pozzovivo         |           |
| 2016                              | Nairo Quintana                 | Alberto Contador              | Daniel Martin              |           |
| 2017                              | Alejandro Valverde             | Alberto Contador              | Marc Soler                 |           |
| 2018                              | Alejandro Valverde             | Nairo Quintana                | Pierre Latour              |           |
| 2019                              | Miguel Ángel López             | Adam Yates                    | Egan Bernal                |           |
| 2020                              | cancelada                      | cancelada                     | cancelada                  | cancelada |
| 2021                              | Adam Yates                     | Richie Porte                  | Geraint Thomas             |           |
| 2022                              | Sergio Higuita                 | Richard Carapaz               | João Almeida               |           |
| 2023                              | Primož Roglič                  | Remco Evenepoel               | João Almeida               |           |
| 2024                              | Tadej Pogačar                  | Mikel Landa                   | Egan Bernal                |           |
| 2025                              | Primož Roglič                  | Juan Ayuso                    | Enric Mas                  |           |

Nota: En la edición 2011, en principio el ganador fue Alberto Contador pero fue descalificado por dopaje (ver Caso Contador).

## Palmarés por países
| País           | Victorias | 2.º lugar | 3.º lugar | Total | Último vencedor            |
| -------------- | --------- | --------- | --------- | ----- | -------------------------- |
| España         | 60        | 65        | 63        | 188   | Alejandro Valverde en 2018 |
| Francia        | 11        | 6         | 11        | 28    | Laurent Jalabert en 1995   |
| Italia         | 10        | 9         | 10        | 29    | Michele Scarponi en 2011   |
| Colombia       | 5         | 3         | 2         | 10    | Sergio Higuita en 2022     |
| Bélgica        | 3         | 6         | 3         | 11    | Freddy Maertens en 1977    |
| Irlanda        | 3         | 3         | 1         | 7     | Daniel Martin en 2013      |
| Eslovenia      | 3         | -         | -         | 3     | Primož Roglič en 2025      |
| Suiza          | 2         | 3         | 5         | 10    | Michael Albasini en 2012   |
| Reino Unido    | 2         | 1         | 1         | 4     | Adam Yates en 2021         |
| Australia      | 1         | 3         | -         | 4     | Richie Porte en 2015       |
| Países Bajos   | 1         | 1         | 1         | 3     | Arie den Hartog en 1966    |
| Rusia          | 1         | 1         | 1         | 3     | Vladímir Karpets en 2007   |
| Luxemburgo     | 1         | 1         | -         | 2     | Christophe Didier en 1940  |
| Ucrania        | 1         | -         | -         | 1     | Yaroslav Popovych en 2005  |
| Austria        | -         | 1         | -         | 1     |                            |
| Ecuador        | -         | 1         | -         | 1     |                            |
| Portugal       | -         | -         | 3         | 3     |                            |
| Estados Unidos | -         | -         | 2         | 2     |                            |
| Estonia        | -         | -         | 1         | 1     |                            |

En negrilla corredores activos.

## Estadísticas

### Más victorias en la general
| Ciclista                | Victorias | Años                                     |
| ----------------------- | --------- | ---------------------------------------- |
| Mariano Cañardo         | 7         | 1928, 1929, 1930, 1932, 1935, 1936, 1939 |
| Miguel Induráin         | 3         | 1988, 1991, 1992                         |
| Alejandro Valverde      | 3         | 2009, 2017, 2018                         |
| Miguel Mucio            | 2         | 1924, 1925                               |
| Victor Fontan           | 2         | 1926, 1927                               |
| Julián Berrendero       | 2         | 1943, 1946                               |
| Emilio Rodríguez Barros | 2         | 1947, 1948                               |
| Salvador Botella        | 2         | 1953, 1959                               |
| Miguel Poblet           | 2         | 1952, 1960                               |
| Sean Kelly              | 2         | 1984, 1986                               |
| Primož Roglič           | 2         | 2023, 2025                               |

- En negrilla corredores activos.

### Victorias consecutivas
- Tres victorias seguidas:
  -  Mariano Cañardo (1928, 1929, 1930)

- Dos victorias seguidas:
  -  Miguel Mucio (1924, 1925)
  -  Victor Fontan (1926, 1927)
  -  Mariano Cañardo (1935, 1936)
  -  Emilio Rodríguez Barros (1947, 1948)
  -  Alejandro Valverde (2017, 2018)
- En negrilla corredores activos.

### Victorias de etapa
- Actualizado a edición 2024.

Estos son los ciclistas que han ganado cinco o más etapas:
| Ciclista            | Etapas |
| ------------------- | ------ |
| Miguel Poblet       | 33     |
| Mariano Cañardo     | 22     |
| Txomin Perurena     | 14     |
| Delio Rodríguez     | 13     |
| Miguel Gual         | 11     |
| Mario Cipollini     | 11     |
| Alejandro Valverde  | 9      |
| Johan van der Velde | 8      |
| Sean Kelly          | 8      |
| Laurent Jalabert    | 8      |

| Ciclista           | Etapas |
| ------------------ | ------ |
| Maurizio Fondriest | 7      |
| Salvador Cardona   | 6      |
| Vicente Carretero  | 6      |
| Julián Berrendero  | 6      |
| Antonio Karmany    | 6      |
| Thor Hushovd       | 6      |
| José Pelletier     | 5      |
| Victor Fontan      | 5      |
| Jean Aerts         | 5      |
| Valentin Uriona    | 5      |

| Ciclista         | Etapas |
| ---------------- | ------ |
| Walter Godefroot | 5      |
| Antonio Gómez    | 5      |
| Freddy Maertens  | 5      |
| Ludo Peeters     | 5      |
| Alex Zülle       | 5      |
| Thomas de Gendt  | 5      |

En negrilla corredores activos.

## Maillots
maillots actuales.

El líder de la clasificación general viste un maillot blanco con franjas verdes; el líder de la clasificación de las montaña viste un maillot blanco con franjas rojas; el líder de la clasificación de los sprints especiales (metas volantes) viste un maillot blanco con franjas azules y el líder de la clasificación de mejor joven viste un maillot blanco con franjas naranja.
También existe una clasificación por equipos y una clasificación del mejor catalán.